# Kleinich
Kleinich là một xã ở huyện Bernkastel-Wittlich, trong bang Rheinland-Pfalz, Xã Kleinich có diện tích 20,3 km², dân số thời điểm ngày 31 tháng 12 năm 2006 là 699 người.